# Cá vàng hướng thiên

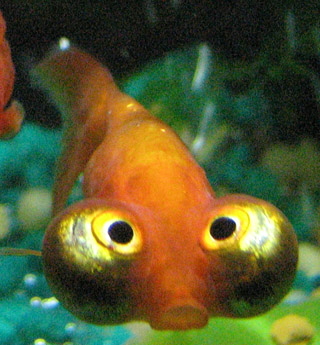
Cá vàng hướng thiên (Hướng thiên nhãn-Ngưỡng thiên nhãn)

Cá vàng hướng thiên hay cá vàng ngưỡng thiên (tên tiếng Anh: Celestial) hay còn gọi là Choten gan, Demeranchu là giống cá vàng có nguồn gốc từ Trung Quốc và Triều Tiên. Chúng còn gọi là Cá mắt trên trời (Hướng thiên nhãn hay Ngưỡng thiên nhãn), chúng là một giống cá lạ lùng đến từ Trung Quốc và Hàn Quốc. 

## Đặc điểm
Chúng có đôi mắt to giống như loại cá mắt kính viễn vọng Demekin nhưng luôn ngước ngược lên bên trên, nhìn khá là kỳ cục. Thân mình thì có hình dáng giống loài cá ngư lôi và không có vây trên. Kích thước chúng là 21 cm, chiều dài cơ thể 5,5 cm. Thân ngắn, không quá dài. Hình dạng bên ngoài mềm mại.
Celestial có thân hình ngắn dạng trứng với cặp mắt to trông mỏng manh và lồi lên trên so với bề mặt cơ thể. Mắt cân xứng hai bên và hướng lên trên, do đó chúng khá khó khăn để tìm thức ăn trên mặt nước. Celestial không có vây lưng. Màu sắc của chúng có thể là kim loại hoặc đốm, chủ đạo là màu vàng. Vây đuôi phân chia rõ và chĩa ra.

## Tập tính
Tuổi thọ của chúng là từ 10-15 năm. Chúng khó nuôi. Cần 20 gallon nước/con. Nhiệt độ nuôi là rất quan trọng, tránh ánh sáng. Tầng sống của chúng là tất cả các tầng. Thức ăn của chúng là tất cả các loại thức ăn, khẩu phần ăn có 30% protein. Sinh sản ở giống cá này thì rất khó sinh sản. 